# Rooseveltlaan 191-213
Rooseveltlaan 191-213 inclusief Maasstraat 146-156 is een gedeeltelijk bouwblok aan de Rooseveltlaan en Maastraat in Amsterdam-Zuid.

## Gebouwen

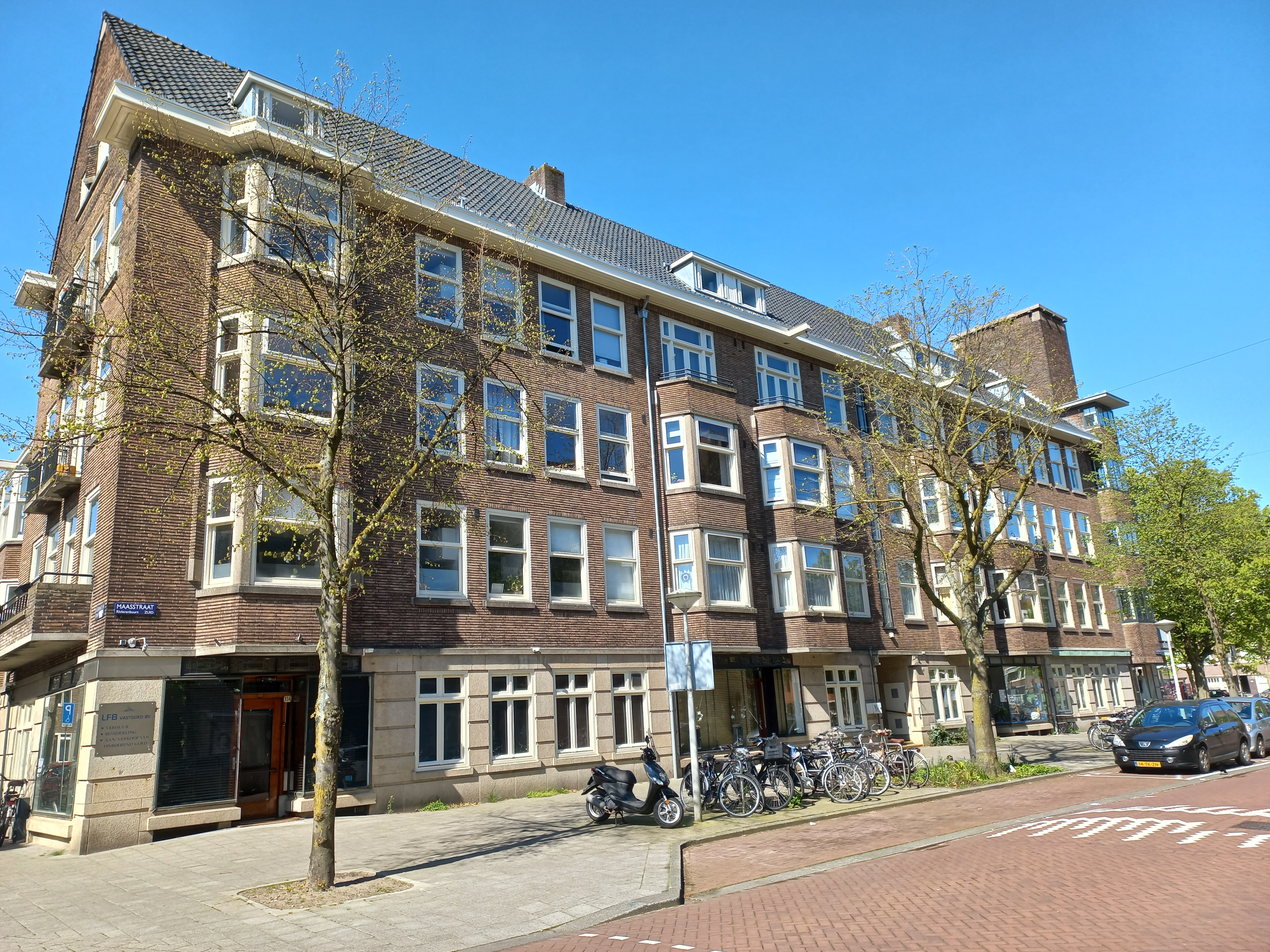
Maasstraat 146-156 (vrnl) april 2023

Vanaf maart 1932 liet de Evangelisch Lutherse Gemeenschap van Amsterdam hier een blok woningen en winkels bouwen naar ontwerp van Herman Ambrosius Jan Baanders en Jan Baanders Sr.. Aannemersbedrijf Tijmensen en Oudes voerde het uit. Het blok zou toen komen te staan aan de Maasstraat en Zuidelijke Amstellaan. Men kon er gaan bouwen omdat de Lutherse gemeente een legaat had gekregen van J.R. Kemper, koopman Jan Rudolph Kemper, geboren in augustus 1802, overleed op 6 januari 1879 en was ridder in de orde van de Nederlandse Leeuw.

Boven een van de portieken is een gedenksteen geplaatst met de tekst (foutief bij de datum van overlijden):
Gebouwd in 1932 door de Evangelisch Luthersche gemeente te Amsterdam uit een legaat van J.R. Kemper, overleden den zestienden januari 1879
Het complex werd in februari 1933 in gebruik gesteld door dominee G.C.H.F. Voges van de Lutherse Gemeenschap. De voorzitter van de ouderlingen noemde het complex in 1933 een “sieraad van woningbouw”. 
Bij elke portiekopgang zijn twee sluitstenen geplaatst van natuursteen. Het varieert van weergaven van arbeiders, "boeken, ganzenveren en het jaartal 1552" (het jaar waarin Maarten Luther zijn geschrift publiceerde) tot zwanen te zien; het symbool van de Lutherse gemeenschap. Het complex wordt dan ook wel geduid als De zwaan of Huizen Kemper. Baanders kwamen met een complex in een eclectische bouwstijl waarin invloeden van het functionalisme. 

## Monument
De bouw aan Rooseveltlaan en Maasstraat is gemeentelijk monument, orde 1. Het bouwblok wordt aan de zuidkant afgesloten door Uiterwaardenstraat 288-350 en Dintelstraat 73-85 ook van beide Baanders uit 1932/1933 (orde 3), behalve Uiterwaardenstraat 318-342 van Frans Jurrema uit 1935, (basisorde). 

## Gedenkvenster Huizen Kemper

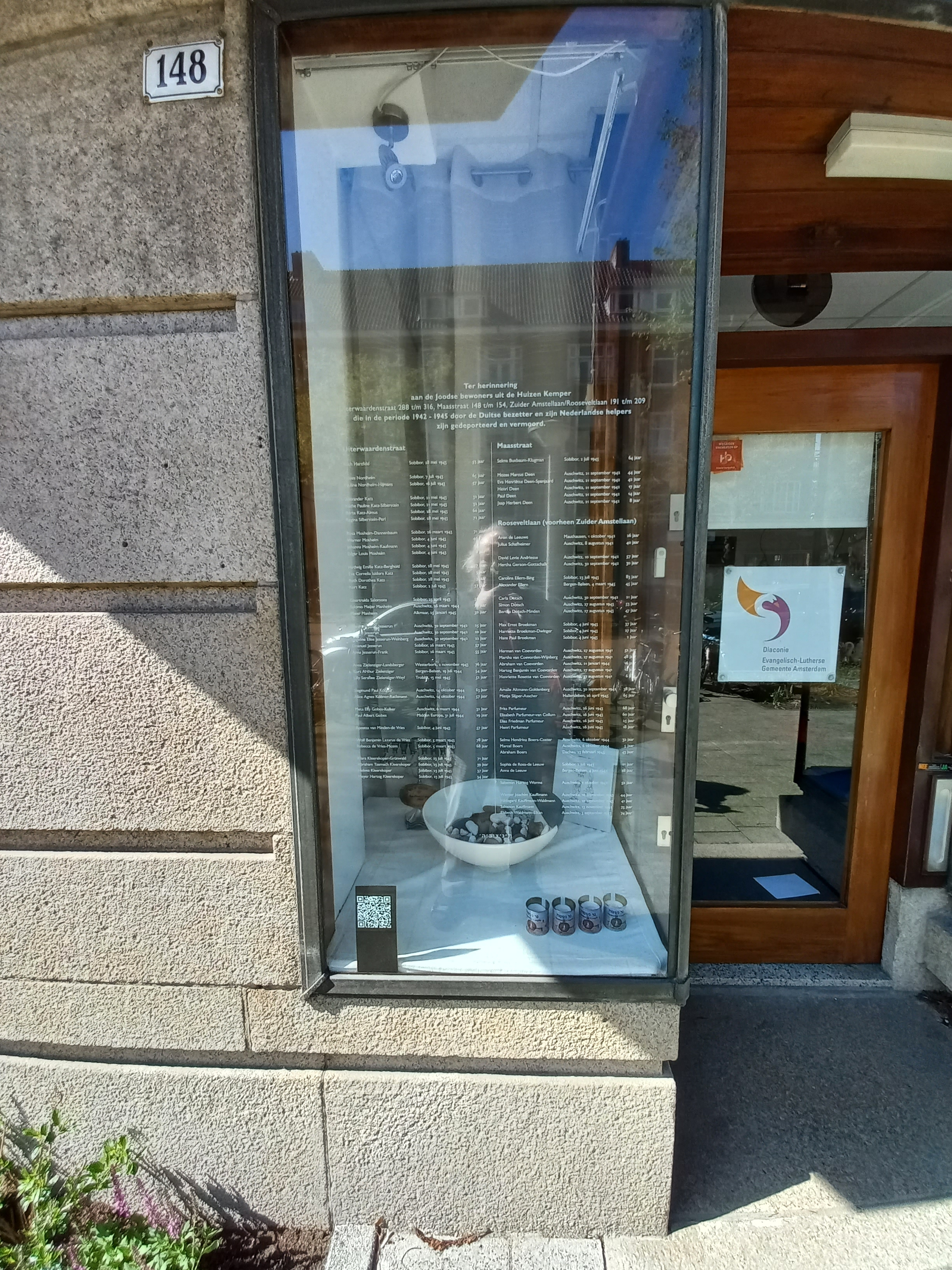
Gedenkvenster (april 2023)

Alhoewel gebouwd door de Lutherse Gemeente, woonden hier in de Tweede Wereldoorlog een flink aantal Joden. Een inpandig gedenkvenster bij Luthers Dioconaal Centrum In de Zwaan, Maasstraat 148 herinnert aan het wegvoeren en ombrengen door de Duitse bezetter van bewoners in de periode 1942-1945. Het kunstwerk van Victor Levie werd op 29 september 2021 door rabbijn Menno Ten Brink onthuld. Hier en daar liggen in de betreffende straten dan ook Stolpersteine, zoals bij trapgang 209. In hetzelfde pand staat De zwaan.